# Außenpolitik Armeniens

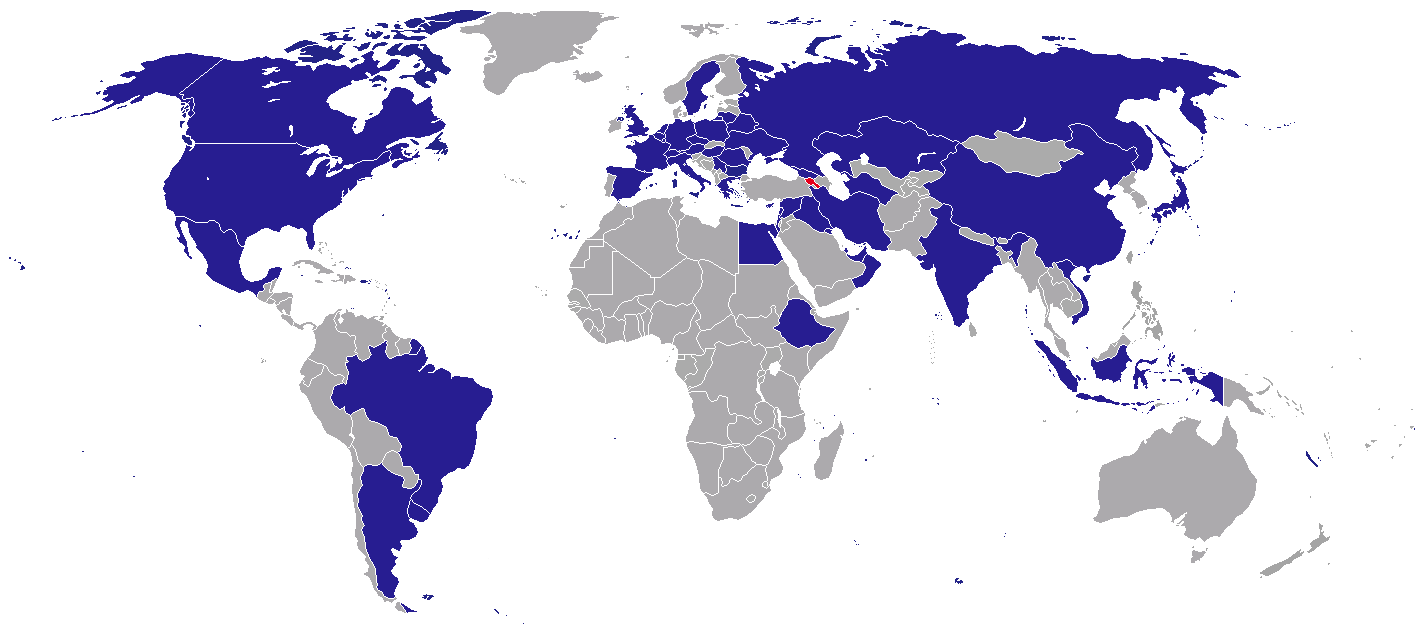
Staaten, die armenische Botschaften haben

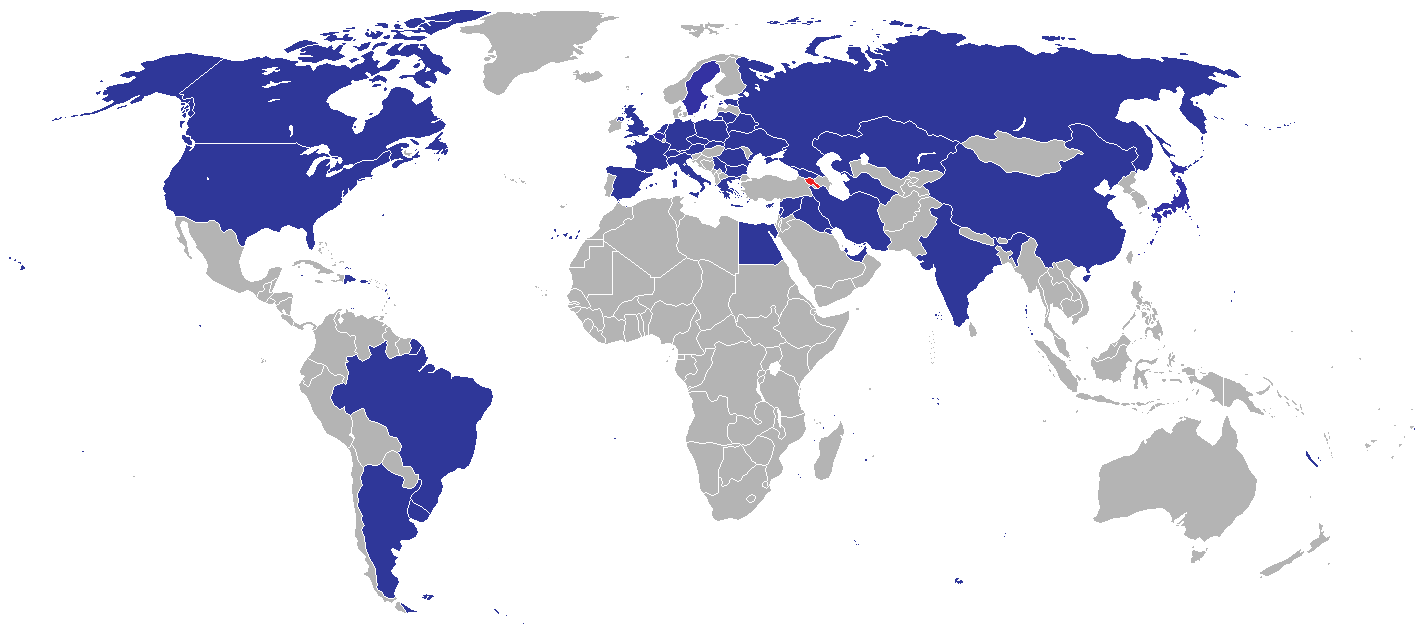
Staaten, die Botschaften in Armenien haben

 Die Außenpolitik der Republik Armenien soll vor allem drei Zwecken dienen: Der nationalen Sicherheit, der Entwicklung der wirtschaftlichen Beziehungen mit dem Ausland und der weltweiten Anerkennung des Völkermordes an den Armeniern.

## Politik der Komplementarität
Armenien verfolgt eine so genannte „Politik der Komplementarität“. Dazu sagte der armenische Außenminister Wartan Oskanjan in der FAZ vom 23. April 2004: „Das bedeutet, mit Ländern gute Beziehungen zu unterhalten, die – wie die Vereinigten Staaten und Russland – bei einigen Themen im Widerspruch zu stehen scheinen. In einem Teil mögen wir zu 80 Prozent intensive Beziehungen mit Russland unterhalten, die anderen 20 Prozent mit den Vereinigten Staaten oder der EU. Auf einem anderen Gebiet mag die Gewichtung anders sein. Das soll zu einer intensiveren wirtschaftlichen Zusammenarbeit und Sicherheit beitragen, an der sich jeder beteiligen kann, der Interesse an der Region hat. […] Unsere Beziehungen zur Nato sind ein gutes Beispiel für [diese] Politik. Unsere Sicherheitsgarantien haben fünf Schichten: die Beziehungen zu Russland und dessen militärischer Präsenz in Armenien, die kollektive Sicherheitsvereinbarung mit Russland und vier früheren Sowjetrepubliken, die CFE-Vereinbarung, die Transparenz bei den Waffen schafft, unsere Kooperation mit der NATO sowie die bilateralen Sicherheitskooperationen mit Ländern wie Griechenland und den Vereinigten Staaten, mit denen wir gerade eine Sicherheitszusammenarbeit begonnen haben. Diese Schichten bilden unsere Sicherheitspolitik.“

## Transkaukasus

### Beziehungen zu Aserbaidschan
Die größte Bedrohung der nationalen Sicherheit der Republik Armenien ist der Konflikt mit Aserbaidschan um Bergkarabach. Die beiden Staaten haben keine diplomatischen Beziehungen miteinander. Der erste Präsident Lewon Ter-Petrosjan musste 1997 zurücktreten, weil er bereit war einer Kompromisslösung zuzustimmen, die weitreichende Zugeständnisse seitens der Armenier erfordert hätte. Die neue Führung unter Robert Kotscharjan fordert eine so genannte Paketlösung, das heißt, erst soll es eine vertragliche Lösung geben und danach einen Abzug der Truppen der Republik Armenien aus den besetzten Gebieten Aserbaidschans (etwa 16 % des aserbaidschanischen Territoriums). Diese strikte Politik wird von der Mehrheit der Armenier mitgetragen, sie schränkt allerdings den diplomatischen Handlungsspielraum stark ein. Die Beziehungen zur Republik Aserbaidschan sind trotz des seit dem 12. Mai 1994 andauernden Waffenstillstands naturgemäß sehr gespannt.
Aserbaidschan drohte immer wieder die militärische Rückeroberung an. Da Aserbaidschan seit kurzem über die Baku-Tiflis-Ceyhan-Pipeline Öl nicht mehr nur über Russland exportieren kann, besitzt es die Finanzkraft, um mittelfristig ein militärisches Übergewicht zu erlangen. Es gibt keinen Handel zwischen den Ländern. Auch die Einreise und der Transit von armenischen Staatsbürgern und alle anderen ausländischen Staatsbürgern armenischer Abstammung ist nicht gestattet.
Der Bergkarabachkonflikt eskalierte im Sommer 2020, im folgenden Krieg kamen über 4.000 Menschen ums Leben, bis am 9. November 2020 ein Waffenstillstands-Abkommen unter Vermittlung Russlands unterzeichnet wurde. Nach diesem übernahm Aserbaidschan einen Teil der umstrittenen Region, ein Rest der Republik Arzach mit russischer Schutztruppe erhalten blieb. Der Konflikt zwischen beiden Staaten verlagerte sich an die gemeinsame Grenze. Dieser Armenisch-aserbaidschanische Grenzkonflikt hält an, während beide Staaten über eine dauerhafte Friedenslösung in Verhandlungen getreten sind. Seitdem Aserbaidschan in einer Offensive im September 2023 die Separatisten in Bergkarabach zu Kapitulation gezwungen hat und danach die ethnisch-armenische Bevölkerung des Gebiets nach Armenien floh, ist der Status des Gebiets nicht mehr Teil dieser Verhandlungen.

### Beziehungen zu Georgien
Die Beziehungen zu Georgien sind für Armenien essenziell, weil Georgien die einzige Landverbindung zu Russland und für den armenischen Handel äußerst wichtig ist. Außerdem werden fast alle Exporte Armeniens, die per Schiff erfolgen, über die georgischen Schwarzmeerhäfen abgewickelt. Diese faktische Monopolstellung führt immer wieder zu überhöhten Preisen. Die Beziehungen leiden unter der politischen Instabilität in Georgien seit der Unabhängigkeit. Obwohl einige südgeorgische Regionen mehrheitlich von Armeniern bewohnt werden, erwachsen daraus keine Gebietsstreitigkeiten oder separatistische Bewegungen.
Angesichts geographischer Isolation Armeniens und seines Ausschlusses aus allen ökonomischen Großprojekten der Region wird in Jerewan viel über die Reaktivierung der einst in Betrieb befindlichen Eisenbahnstrecke von Abchasien über Georgien nach Armenien (Psou-Sochumi-Tiflis-Jerewan-Route) diskutiert. Allerdings gibt es politisch wie wirtschaftlich erhebliche Barrieren gegen die Implementierung dieses Vorhabens. Wegen des langjährigen Konflikts mit Russland knüpft Georgien die erneute Inbetriebnahme der Bahnstrecke an die Lösung des Abchasien-Konflikts an. Schätzungen zufolge würden allein die Revitalisierungsmaßnahmen insgesamt mehr als 277 Millionen Dollar verschlingen. Es ist vollkommen unklar, ob die beteiligten Parteien überhaupt bereit und willens sind, abgesehen von politischen Diskrepanzen notwendige materielle Ressourcen für die Realisierung dieses Projekts zu gewähren.

## Beziehungen zu Russland
Die Beziehungen zur Russischen Föderation sind traditionell eng, insbesondere da Georgien und Aserbaidschan deutlich prowestliche Positionen bezogen haben, was für Russland den Wert Armeniens als strategischen Partner steigert. Armenien und Russland haben ein auf zwanzig Jahre angelegtes Militärabkommen unterzeichnet (das theoretisch aber jährlich gekündigt werden kann). Im August 2010 einigten sich beide Länder auf die Verlängerung des 1995 unterzeichneten und ursprünglich für 25 Jahre vorgesehenen Militärpaktes bis 2044. Somit bekräftigte Russland seine Schutzmachtrolle für Armenien im Berg-Karabach Konflikt gegen Aserbaidschan. Russische Truppen bewachen die Grenze zur Türkei und zur Islamischen Republik Iran und schützen den armenischen Luftraum gegen mögliche Luftangriffe. Dies ist unter anderem von Bedeutung, weil Kampfflugzeuge sehr teuer sind. Bis zum Bau der Erdgasleitung zwischen Iran und Armenien war Russland der einzige Lieferant von Erdöl und -gas nach Armenien, und im Energie- und Bankensektor haben russische Firmen Schlüsselstellungen inne. Viele Armenier sind seit dem Beginn der 1990er Jahre nach Russland ausgewandert und unterstützen Verwandte in Armenien finanziell. Somit ist Russland ein wichtiger Partner.

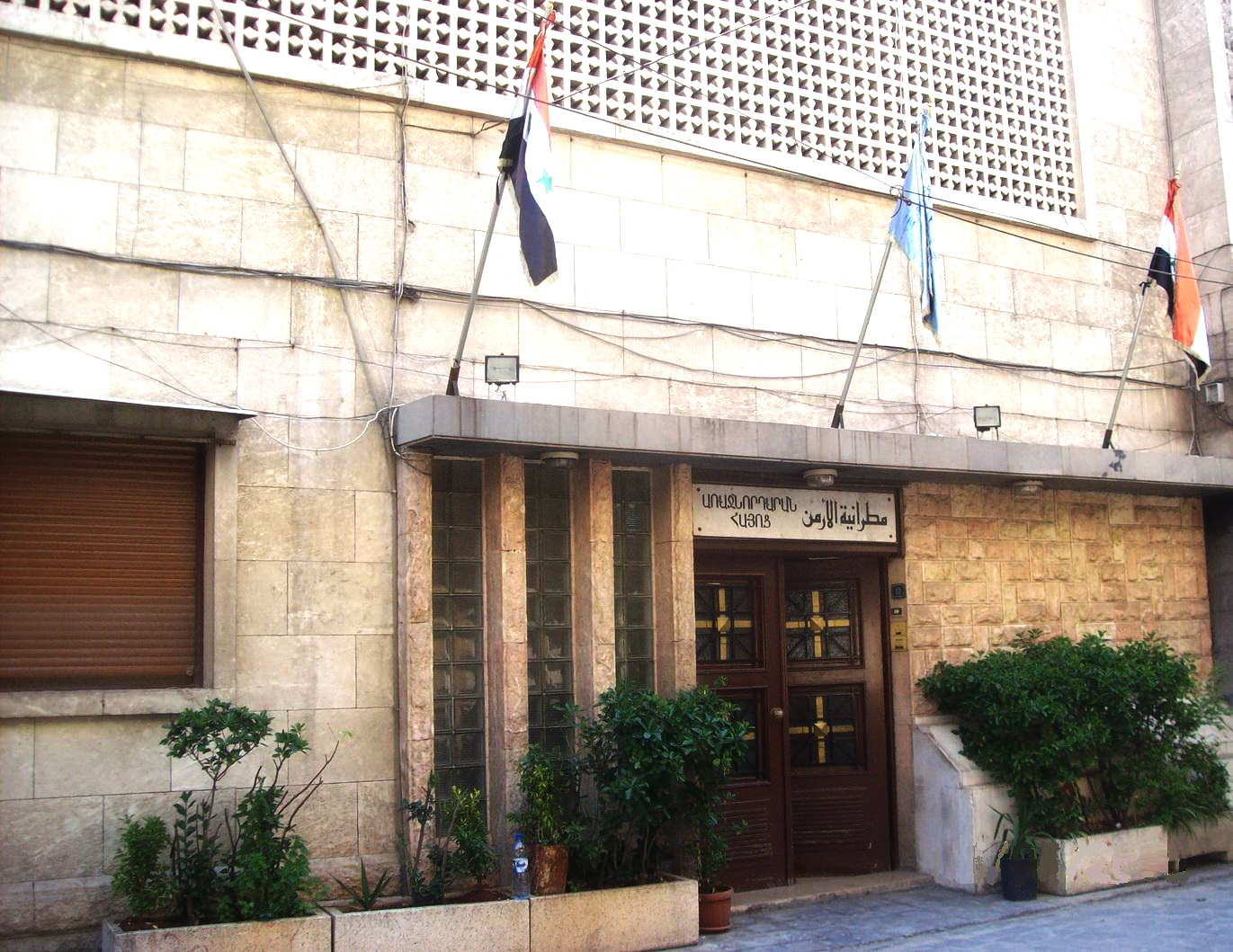
Armenischer Amtsbereich in Syrien

## Beziehungen zu Iran
Die Beziehungen zur Islamischen Republik Iran sind auch aus territorialen Gründen sehr gut. Die armenische Minderheit in Iran mit rund 200.000 Menschen genießt den Status einer anerkannten Minderheit. Es gibt keinerlei Grenzstreitigkeiten. Aus armenischer Sicht begünstigt der Umstand, dass die Beziehungen zwischen Iran und Aserbaidschan weit schlechter sind als sie es sein könnten, die Beziehung Armeniens zu Iran entscheidend.

„[…] Für Teheran ist das Verhältnis zu Jerewan aufgrund der schwierigen Beziehungen Irans zu Aserbaidschan besonders wichtig. Was Armenien angeht, so versucht das Land seine Bindungen mit dem südlichen Nachbarland zu verstärken, um seine allseitige Einschließung zu umgehen: Armenien liegt zwischen der Türkei und Aserbaidschan, die es beide für feindselig hält, und einem unbeständigen Georgien. So sind die sachlichen Bedingungen gegeben, damit sich das christliche Armenien und die Islamische Republik Iran jenseits aller religiösen und ideologischen Fragen verstehen und eine enge Zusammenarbeit auf zahlreichen Gebieten (Politik, Wirtschaft, Energie) entsteht.“

Am 22. Oktober 2007 verlieh Armenien Ahmadinedschad den Ehrendoktortitel der staatlichen Universität Jerewan sowie eine universitäre Goldmedaille. Armenien würdigte die Auszeichnung als einen Beitrag für Gerechtigkeit, Aufrichtigkeit, Moral und Vollkommenheit. Am 8. November 2007 empfing der armenische Präsident Robert Kotscharjan den iranischen Verteidigungsminister Mostafa Mohammed Nadschar zu einem Gespräch über die militärische Zusammenarbeit zwischen beiden Ländern und hob dabei die Bedeutung der armenisch-iranischen Beziehungen hervor, die sich auf einem hohen Niveau entwickelten.
Die Iran-Armenien-Erdgaspipeline von Iran nach Armenien wurde am 19. April 2007 eröffnet. Diese Gasleitung ist für die nationale Sicherheit Armeniens von herausragender Bedeutung, weil es über keine nennenswerten heimischen Ressourcen an fossilen Energieträgern verfügt.

## Beziehungen zur Türkei

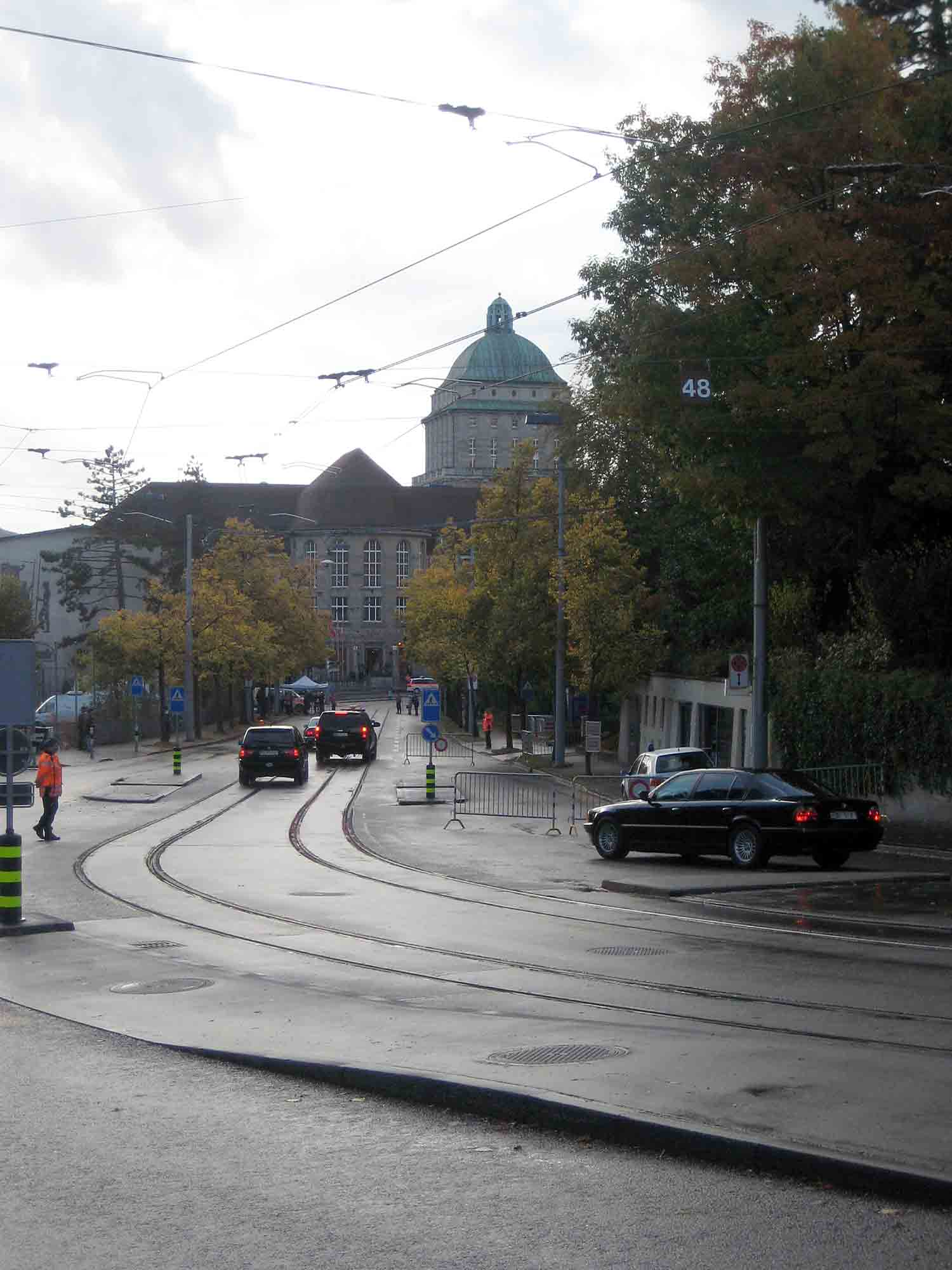
Die US-amerikanische Außenministerin Hillary Clinton am 10. Oktober 2009 bei der Anfahrt zur Universität Zürich, wo sie der Unterzeichnung einer Vereinbarung über die Aufnahme diplomatischer Beziehungen zwischen der Türkei und Armenien beiwohnte.

Die Beziehungen zur Republik Türkei sind historisch schwer belastet. Armenien erkennt die Grenze mit der Türkei nach dem Vertrag von Kars aus dem Jahre 1921 bis heute nicht an. Hinzu kommt, dass Armenien eine weltweite Kampagne zur Anerkennung des Völkermordes an den Armeniern führt, die Türkei den Völkermord aber heftig bestreitet. Sie fordert die Lösung des Konfliktes um Bergkarabach als Vorbedingung für die Öffnung der Grenze und für die Aufnahme diplomatischer Beziehungen. Die armenische Regierung stellt keine Vorbedingungen an die Türkei. Es gibt armenische Nationalisten, die die Rückgabe von westarmenischen Gebieten von der Türkei fordern, die vormals das Siedlungsgebiet von Armeniern im Osmanischen Reich waren. Nicht zuletzt wegen der Realitätsferne dieser Forderungen war dies jedoch nie offizielle Politik. Die armenische Wirtschaft leidet unter der Wirtschaftsblockade. In geringem Umfang gibt es einen indirekten Handel über Georgien und eine direkte Flugverbindung zwischen Jerewan und Istanbul.
Im Oktober 2009 unterzeichneten die Außenminister der Türkei und Armeniens in Zürich eine von der Schweiz vermittelte Vereinbarung über die Aufnahme diplomatischer Beziehungen und die Öffnung der gemeinsamen Grenze. Anwesend waren die Schweizer Außenministerin Micheline Calmy-Rey, die amerikanische Außenministerin Hillary Clinton, der russische Außenminister Sergei Lawrow, der EU-Außenbeauftragte Javier Solana sowie der britische und der französische Außenminister.

Am 22. April 2010 fror Armenien das Abkommen ein und warf der Türkei eine Verzögerung der Zustimmung zur Aufnahme diplomatischer Beziehungen vor. Nur wenn die Türkei das Abkommen ratifiziert, sei Armenien bereit, das Abkommen auch zu ratifizieren, um sich wieder um eine Normalisierung zu bemühen.

## Beziehungen zur EU
Die Beziehungen zur Europäischen Union wurden in den letzten Jahren ausgebaut. Im Mai 2009 trat Armenien zusammen mit den fünf ehemaligen Sowjetrepubliken Aserbaidschan, Georgien, Moldawien, Ukraine und Weißrussland der Östlichen Partnerschaft bei. Auf russischen Druck hin wurde das Land am 2. Januar 2015 gleichzeitig Mitglied der Eurasischen Wirtschaftsunion. Am 12. Oktober 2015 beschlossen die EU und Armenien, einen neuen Grundlagenvertrag zu vereinbaren. Die Verhandlungen dazu wurden am 7. Dezember 2015 aufgenommen. Seit dem 1. März 2021 ist das „Abkommen über eine umfassende und verstärkte Partnerschaft“ zwischen der EU und Armenien in Kraft.
Im September 2024 haben Armenien und die EU Gespräche über die Visaliberalisierung aufgenommen. Laut der Europäischen Kommission sei das Ziel, Armenien dabei zu unterstützen, Visumfreiheit für Kurzaufenthalte mit der EU zu erreichen, sofern die entsprechenden Voraussetzungen für gut gesteuerte Mobilität und Sicherheit geschaffen werden.

## Beziehungen zu den USA
Die Beziehungen zu den Vereinigten Staaten von Amerika sind gut, stellen für Armeniens Außenpolitik zugleich aber auch ihre größte Herausforderung dar. Die USA verfolgen in Transkaukasien geopolitische Interessen, die vor allem mit dem kaspischen Erdöl- und Gasvorkommen zusammenhängen. Sie möchten deshalb Armenien gerne näher an sich binden und aus dem russischen Einflussbereich lösen. Dabei steht ihnen der Konflikt um Bergkarabach im Wege, weil Armenien Russland als Schutzmacht zu brauchen scheint, wodurch Russland in Transkaukasien einen Fuß in der Tür behält. Armenien ist deshalb aus US-amerikanischer Sicht sowohl interessant als auch ein Störfaktor (vor allem bedroht der Krieg mit Aserbaidschan prinzipiell die Sicherheit der Baku-Tiflis-Ceyhan-Pipeline).
Seit der Unabhängigkeit erhielt nur Israel von den USA mehr Entwicklungshilfe pro Kopf als Armenien. Armenien gehört auch zu zwanzig ausgesuchten erfolgreichen Entwicklungsländern, die im Rahmen des „Millennium Challenge Program“ des Department of State weiter auf ihrem Weg zu Demokratie und funktionierender Marktwirtschaft gestärkt werden sollen. US-Firmen, insbesondere aus dem IT-Bereich, haben in erheblichem Umfang in Armenien investiert. Die USA haben den Bau der Erdgasleitung aus Iran nur ungern hingenommen.